# آگوستین ماسیلی
آگوستین ماسیلی (اسپانیایی: Agustín Mazzilli‎؛ زادهٔ ۲۰ ژوئن ۱۹۸۹) بازیکن هاکی روی چمن اهل آرژانتین است که در مسابقات کشوری و بین‌المللی در مجموع برندهٔ 10 مدال طلا، 1 مدال نقره، 1 مدال برنز شده‌است.